# Калея
Калея (лат. Calea) — род растений семейства Астровые (Asteraceae).
Естественным образом виды калеи произрастают в тропических и субтропических регионах нового света, в Центральной и Южной Америке.
По информации базы данных The Plant List, род включает 152 вида.
Экстракты из растений рода Калея проявляют противогрибковые, противовоспалительные, цитотоксические, инсектецидные, антиплазмодийные и антигипертензивные свойства. Жители Центральной и Южной Америки применяют некоторые виды в народной медицине.